# 戈埃斯
戈埃斯（法語：Goès，法語發音：[ɡɔɛs]）是法国大西洋比利牛斯省的一个市镇，属于奥洛龙-圣玛丽区。

## 地理
戈埃斯（43°11'56"N, 0°35'31"W）面积4.76 平方千米，位于法国新阿基坦大区大西洋比利牛斯省，该省份为法国东南部省份，涵盖了贝阿恩与北巴斯克，西临大西洋比斯開灣，北至朗德省，东北接热尔省，东临上比利牛斯省，南与西班牙接壤。
与戈埃斯接壤的市镇（或旧市镇、城区）包括：埃斯蒂亚莱斯克、莫南、奥洛龙-圣玛丽、普雷西永。

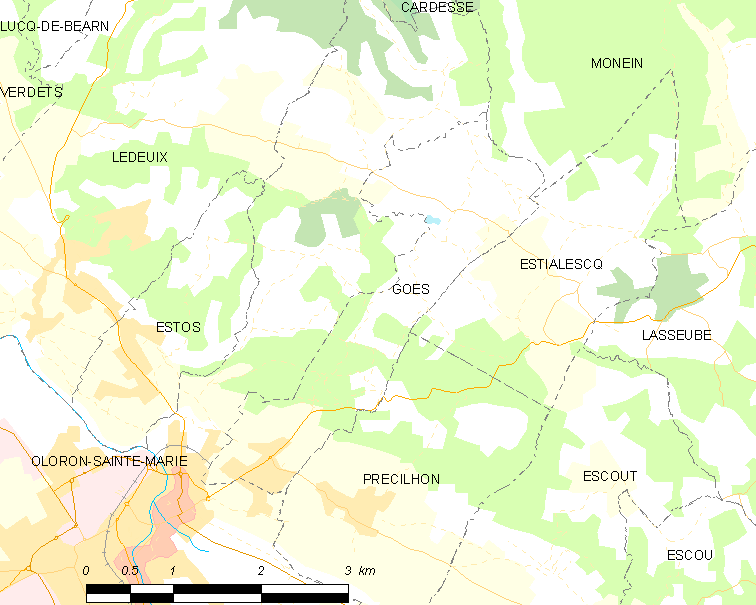
戈埃斯的OSM定位图

戈埃斯的时区为UTC+01:00、UTC+02:00（夏令时）。

## 行政
戈埃斯的邮政编码为64400，INSEE市镇编码为64245。

## 政治
戈埃斯所属的省级选区为奥洛龙-圣玛丽第二县。

## 人口

1962-2008年间戈埃斯人口变化图示

戈埃斯于2022年1月1日时的人口数量为540人。